# Championnat de Dominique de football 2023
Navigation
Édition précédente Édition suivante
La saison 2023 du championnat de Dominique de football est la soixante-et-onzième édition de la Premier League, le championnat de première division en Dominique. Les dix meilleures équipes de l'île sont regroupées en une poule unique.
South East est le double tenant du titre après son titre en 2020 et l'arrêt de la compétition en 2021 et sa non tenue en 2022. Au terme de dix-huit journées de championnat, le Dublanc FC remporte le quatrième titre de son histoire, le premier depuis 2016-2017, en distançant South East, son dauphin, de quatorze points. Le club se qualifie également pour le CFU Club Shield 2024.

## Équipes participantes
| \| Bath Dublanc East Central Harlem LA Stars Middleham Pointe Michel Portsmouth South East WE United \| Localisation des équipes engagées. |
| Bath Dublanc East Central Harlem LA Stars Middleham Pointe Michel Portsmouth South East WE United                                          |

| Club                    | Classement 2021 | Ville         |
| ----------------------- | --------------- | ------------- |
| Dublanc FC              | 1er             | Dublanc       |
| Bath Estate             | 2e              | Roseau        |
| South East              | 3e              | La-Plaine     |
| Portsmouth Bombers (en) | 4e              | Portsmouth    |
| Harlem United           | 5e              | Newtown       |
| WE United (en)          | 6e              | Castle-Bruce  |
| Middleham United        | 7e              | Cochrane      |
| Pointe Michel           | 8e              | Pointe-Michel |
| East Central (en)       | 9e              | Mahaut        |
| LA Stars FC             | 10e             | La-Plaine     |

Légende des couleurs
- Tenant du titre

## Compétition
Le barème utilisé pour établir le classement est le suivant :
- Victoire : 3 points
- Match nul : 1 point
- Défaite : 0 point

### Classement
| Rang | Équipe             | Pts | J  | G  | N | P  | Bp | Bc | Diff |
| ---- | ------------------ | --- | -- | -- | - | -- | -- | -- | ---- |
| 1    | Dublanc FC         | 47  | 18 | 15 | 2 | 1  | 68 | 15 | +53  |
| 2    | South East T       | 33  | 18 | 10 | 3 | 5  | 45 | 27 | +18  |
| 3    | Middleham United   | 30  | 18 | 9  | 3 | 6  | 31 | 24 | +7   |
| 4    | Bath Estate        | 26  | 18 | 7  | 5 | 6  | 20 | 24 | -4   |
| 5    | Harlem United      | 24  | 18 | 7  | 3 | 8  | 40 | 32 | +8   |
| 6    | Pointe Michel      | 23  | 18 | 7  | 2 | 9  | 39 | 44 | -5   |
| 7    | East Central       | 20  | 18 | 5  | 5 | 8  | 28 | 37 | -9   |
| 8    | WE United          | 19  | 18 | 6  | 1 | 11 | 24 | 36 | -12  |
| 9    | Portsmouth Bombers | 19  | 18 | 5  | 4 | 9  | 25 | 41 | -16  |
| 10   | LA Stars FC        | 14  | 18 | 4  | 2 | 12 | 22 | 62 | -40  |

|  | Champion et qualification pour le CFU Club Shield 2024 |
|  | T : Tenant du titre                                    |

## Bilan de la saison
| Championnat de Dominique de football 2023 |                       |
| Champion                                  | Dublanc FC (4e titre) |
| Dauphin                                   | South East            |
| Qualifications continentales              |                       |
| CFU Club Shield 2024                      | Dublanc FC            |